# Vera Baddie
| Recensione | Giudizio |
| ---------- | -------- |
| Newsic     | 6,75/10  |
| Ondarock   | 4/10     |
| Rockol     | 6,5/10   |

Vera Baddie è l'album in studio di debutto della rapper italiana Anna, pubblicato il 28 giugno 2024 dalla EMI.
È stato intrapreso un instore in vari punti vendita italiani dall'artista per promuovere il disco.

## Tracce
Testi di Anna Pepe, eccetto dove indicato.
1. Intro – 1:54 (musica: Francesco Avallone)
2. Bikini (feat. Guè) – 1:59 (testo: Anna Pepe, Cosimo Fini – musica: Francesco Avallone, Nicolò Pucciarmati)
3. ABC (feat. Tony Boy, thasup) – 3:17 (testo: Anna Pepe, Antonio Hueber, Davide Mattei – musica: Francesco Turolla, Lorenzo Bassotti, Nicolò Pucciarmati)
4. Tonight – 2:55 (musica: Francesco Turolla, Nicolò Pucciarmati)
5. I Love It (feat. Artie 5ive) – 3:12 (testo: Anna Pepe, Ivan Arturo Barioli – musica: Francesco Turolla, Lorenzo Bassotti, Nicolò Pucciarmati, Tim Gomringer, Kevin Gomringer)
6. BBE (feat. Lazza) – 3:18 (testo: Anna Pepe, Jacopo Lazzarini, Dylan Hyde – musica: Francesco Turolla, Nicolò Pucciarmati, Lorenzo Bassotti, Dylan Hyde)
7. Chica italiana (feat. Sfera Ebbasta) – 2:46 (testo: Anna Pepe, Gionata Boschetti – musica: Francesco Turolla, Nicolò Pucciarmati, Arty, Noxious)
8. 30°C – 2:22 (musica: Nicolò Pucciarmati, Toto Beats, Arty)
9. Vieni dalla Baddie (Interlude) – 1:33 (musica: Andrea Moroni)
10. Miss Impossible – 2:47 (musica: Vladislav Polyakov)
11. Tt le girlz (feat. Niky Savage) – 2:24 (testo: Anna Pepe, Nicholas Alfieri – musica: Nicola Lazzarin, Nicolò Pucciarmati)
12. Una tipa come me – 2:52 (musica: Westen Weiss)
13. Show Me Love (feat. Capo Plaza) – 2:09 (testo: Anna Pepe, Luca D'Orso – musica: Nicolò Pucciarmati, Francesco Turolla, Arty)
14. Mulan (feat. Tony Effe) – 2:25 (testo: Anna Pepe, Nicolò Rapisarda – musica: Andrea Moroni)
15. Why U Mad – 2:05 (musica: Nicolò Pucciarmati, Francesco Turolla, Lorenzo Bassotti)
16. Hello Kitty (feat. Sillyelly) – 2:29 (testo: Anna Pepe, Elen Lanza – musica: Nicolò Pucciarmati, Carmine Corsini)
17. Amore da piazza – 2:28 (musica: Arty)
18. I Got It – 2:22 (musica: Francesco Turolla, Lorenzo Bassotti, Andrea Usai, Davide Maddalena)

## Classifiche

### Classifiche settimanale
| Classifica (2024) | Posizione massima |
| ----------------- | ----------------- |
| Italia            | 1                 |

### Classifiche di fine anno
| Classifica (2024) | Posizione |
| ----------------- | --------- |
| Italia            | 3         |